# Platan na ulici Poděbradova
Platan na ulici Poděbradova, nazývaný také Platan javorolistý na Poděbradově ulici, je solitérní památný strom platan javorolistý (Platanus hispanica Mill.), který roste v městské zástavbě u Galerie výtvarného umění na ulici Poděbradova ve čtvrti Moravská Ostrava v městském obvodu Moravská Ostrava a Přívoz, statutárního města Ostravy. Geograficky se také nachází v nížině Ostravská pánev, na Moravě a v Moravskoslezském kraji.

## Další informace
Podle údajů z roku 1996:
| Výška stromu:                   | 26,0 m               |
| Obvod kmene (ve výčetní výšce): | 3,52 m               |
| Ochranné pásmo stromu:          | vyhlášené dle zákona |
| Datum prvního vyhlášení:        | 24.10.1996           |

Strom je celoročně volně přístupný. V Ostravě lze nalézt více památných platanů.

## Galerie

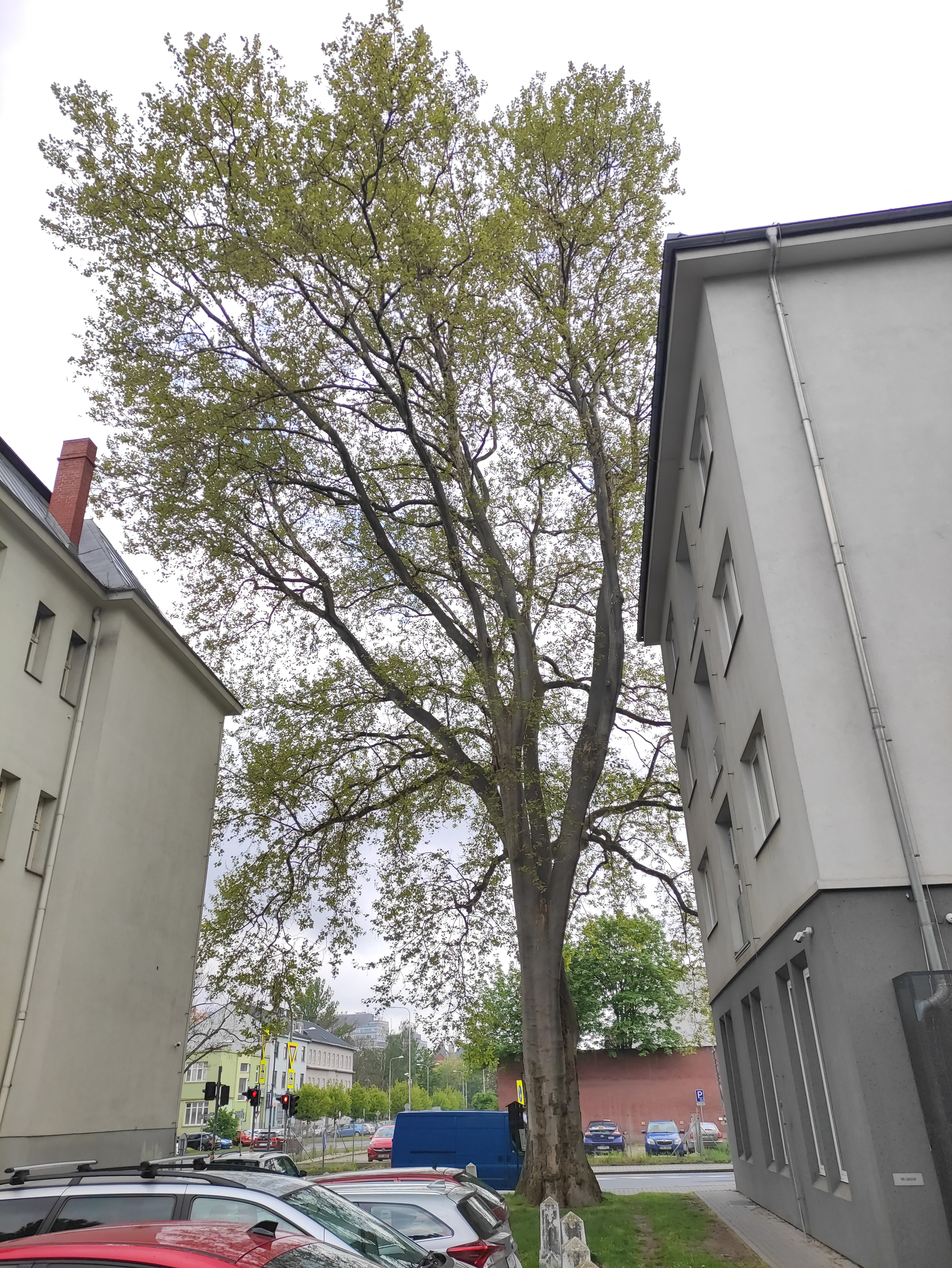
Strom mezi domy
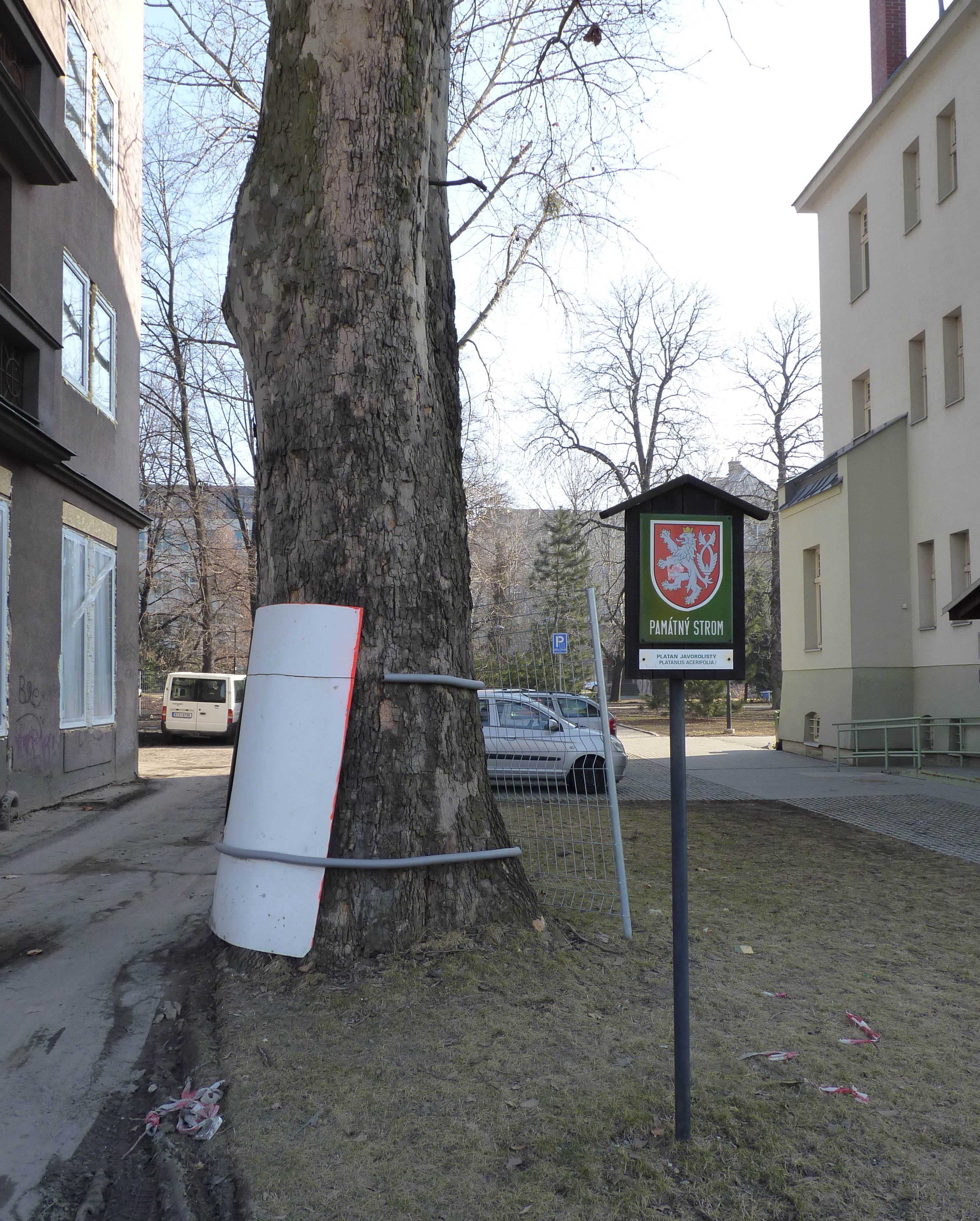
Informační panel a ochrana před poškozením